# Riogambiet
Het Riogambiet binnen de opening van een schaakpartij is een variant van de Spaanse opening. Het valt onder de open spelen.
Dit gambiet begint met: 1.e4 e5 2.Pf3 Pc6 3.Lb5 Pf6 4.0-0 Pe4.
Eco-code C 67.